# Clase Conquistador
La clase Conquistador fue una clase de navíos de línea de la Armada Española que constaba de una serie de dos buques con diseño de 64 cañones nominales cada uno, repartidos en dos cubiertas. De acuerdo con los estándares británicos, la serie quedaba categorizada como de tercera clase.

## Diseño
Esta clase fue construida entre 1744 y 1745 en el Real Astillero de La Habana. Los barcos diseñados por Pedro de Torres se construyeron en La Habana. Se basaban en el sistema de Cipriano Autrán, introducido en 1740. Este sistema continuaba siguiendo es sistema de construcción "a la española" de Gaztañeta, fallecido en 1728, aunque introduciendo mejoras de influencia francesa. Su construcción fue dirigida por Juan de Acosta.
El armamento previsto consistía en 64 cañones, con la batería inferior equipada con cañones de 24 libras. Los buques estaban bajo las advocaciones de Jesús, María y José y Santa Teresa de Jesús.

## Buques de la clase
La vida operativa de estos buques fue muy diferente. Mientras que el Conquistador redujo su campo de actuación al Mar Caribe y tuvo una vida útil de poco más de tres años, su gemelo Dragón vio acción durante casi 38 años, tras múltiples travesías con la Flota de Indias, entre la metrópoli y América, interrumpidas por su hundimiento en viaje rutinario a Veracruz en 1783.
| Nombre de advocación  | Nombre       | Astillero                   | Autorizado | Puesta de quilla    | Botadura            | Asignado                | Baja del servicio     | Observaciones                                             |
| --------------------- | ------------ | --------------------------- | ---------- | ------------------- | ------------------- | ----------------------- | --------------------- | --------------------------------------------------------- |
| Jesús, María y José   | Conquistador | Real Astillero de La Habana | 1745       | 15 de abril de 1744 | 28 de enero de 1745 | 28 de mayo de 1745      | 12 de octubre de 1748 | capturado el 1 de octubrejul./ 12 de octubre de 1748greg. |
| Santa Teresa de Jesús | Dragón       | Real Astillero de La Habana | 1745       | 15 de abril de 1744 | 2 de mayo de 1745   | 1 de septiembre de 1745 | 29 de mayo de 1783    | naufragado en la Sonda de Campeche.                       |